# Fatty and Mabel's Simple Life
Fatty and Mabel's Simple Life er en amerikansk stumfilm fra 1915 af Fatty Arbuckle.

## Medvirkende
- Roscoe 'Fatty' Arbuckle som Roscoe
- Mabel Normand som Mabel
- Al St. John
- Josef Swickard
- Joe Bordeaux